# Belos (syn Posejdona)
Belos (gr. Βῆλος Bēlos, łac. Belus) – w mitologii greckiej król Egiptu.
Uchodził za syna Posejdona i Libii oraz bliźniaczego brata Agenora. Mieszkał w Egipcie, gdzie poślubił Anchinoe, córkę boga Nilu (Nejlosa), z którą spłodził Danaosa, Ajgyptosa. Niekiedy jako jego synów wymieniano także Cefeusza i Fineusa.